# Terra Networks
Terra Networks, S.A. o simplemente Terra es una compañía dedicada a contenidos de Internet y portales de internet del Grupo Telefónica de España. Se fundó en 1999. A mediados de 2004, Terra Networks, en su junta de accionistas, decidió integrar a todos sus activos y filiales dentro del grupo Telefónica. En 2005, Telefónica integró a Terra Networks dentro del grupo, como una marca de la Unidad de Negocios Digitales de Telefónica entre las cuales también estaban Telefe, Tpi páginas amarillas, Wayra, GiffGaff, Tu|Go y Tuenti, entre otras. 
El portal cerró en 2017 para todos los países hispanohablantes donde tenía presencia, quedando operativo solo en Brasil por tiempo indefinido. Reabrió en Chile y México durante 2020.

## Historia
Terra fue fundada en Madrid, España en 1999. Previamente, Telefónica ya había decidido crear un portal de internet llamado Terra dentro de la estructura de Teleline, su filial de acceso a Internet, pero tras la compra de Olé (por valor de 2000 millones de pesetas y el 8% de las acciones de Terra), Telefónica varió sus planes iniciales de lanzar un portal propio. El lanzamiento se produjo finalmente bajo la marca Mundo Olé, pero el conflicto entre los empleados de Terra y el proyecto de Mundo Olé acabó provocando la salida voluntaria de 36 empleados de Teleline, que al poco fundaron el portal Ya.com bajo el paraguas de Jazztel.
Terra empieza siendo rápidamente un actor principal dentro del mercado de servicios de Internet debido a la compra de varias empresas latinoamericanas, como ZAZ (Brasil), Infosel (México), Gauchonet y Donde (ambos de Argentina), así como a la creación y el lanzamiento de portales en Estados Unidos, Colombia, Argentina, Chile, Perú, Honduras, Nicaragua y otros países, convirtiéndose así en el líder de Internet en el mercado de habla castellana.
Terra ha creado varios sitios web adjuntos:
- Invertia, trata temas financieros mundiales y locales.
- Educaterra, portal de educación en línea.
- Rumbo, vertical de venta de viajes con Amadeus.
- Azeler, vertical de automoción con BBVA.
- Atrea, vertical inmobiliario con BBVA.
- Terra TV, televisión por Internet.[13][14]
- Uno-e, banco en línea que fue propiedad de Terra Networks (33%) y BBVA (67%) hasta 2006, año en el que Terra vendió su participación a su socio.
- WWE.es, la web oficial en español de la World Wrestling Entertainment.

Fue la máxima referencia española del período bursátil denominado "burbuja tecnológica" que afectó a valores de Internet principalmente.
El 17 de noviembre de 1999, sale a bolsa en una Oferta Pública de Valores (OPV) tanto en Estados Unidos como en España a un precio inicial de salida de 11,81€. Los títulos de Terra se estrenaron en bolsa con una espectacular subida del 213,3%, durante su primera jornada bursátil, los títulos oscilaron entre los 27€ y 36€, lo que le valió su entrada en el selectivo IBEX 35 en enero del 2000.
En 1999, Terra compró el 25% de la empresa de desarrollo y consultoría Teknoland. En el 2000, Terra llegó a un acuerdo para comprar el resto de Teknoland, negándose en febrero de 2001 y forzando al cierre de la compañía. En enero de 2001, un laudo de la Corte Arbitral de Madrid obliga a Terra a comprar a los anteriores propietarios de Teknoland el resto del capital de la compañía por 20,59 millones de euros.
La cotización de la filial de Telefónica llegó hasta un máximo de 157,65€ registrado el 14 de febrero del 2000, lo que permitió a la operadora de Internet colocarse entre las diez primeras empresas españolas de mayor capitalización bursátil en tan solo unos asombrosos tres meses. Luego de ese período, se desinfló la burbuja de Internet y el precio bajó gradualmente desde los 157,65€ hasta los 2,75€ en octubre de 2005.
En el mes de julio de 2009, IRC Hispano y Telefónica formaron una alianza según la cual Terra renueva su chat integrándolo con los servidores de esta Red y ofreciendo a sus usuarios múltiples novedades.
Terra.es cerró su servicio de correo electrónico el 30 de mayo de 2017 con solo un mes y medio de aviso y sin la posibilidad de establecer una redirección, lo que ocasionó muchas quejas de los usuarios y la pérdida de muchos clientes.

### Terra y Lycos
En abril de 2000, Terra compró Lycos por 12.500 millones US$, que era en ese entonces el tercer portal más visitado en los Estados Unidos, y tenía una fuerte presencia en los mercados de Europa y Asia. Según analistas de la época, Terra poseería el mismo alcance que AOL, UOL o MSN.
Con la adquisición de Lycos, el CEO de Lycos, Bob Davis, fue movido a la posición de la compañía combinada, desde donde él renunció en enero de 2001, para ser sustituido por Joaquim Agut. Una parte de la empresa era también del gigante alemán Bertelsmann, dueño de Lycos Europe.
Para salvaguardar el control de Lycos Europe, Bertelsmann acordó pagar 1000 millones US$ en publicidad en Terra Lycos por un período de cinco años. Este gasto era importante, ya que permitía a Terra sobrevivir en los tiempos del desplome de la burbuja tecnológica.
Finalmente, en octubre de 2004, Terra decide vender Lycos a Daum, una compañía surcoreana por 105 millones US$ (menos del 1% de lo que le había costado comprarla). Fue uno de los casos más sonados, aunque no el único, del estallido de la burbuja de Internet.

### Terra y Telefónica
En 2003, Telefónica lanza una oferta para captar las acciones libres de la empresa Terra, logrando captar el 70% de las acciones de Terra.
Durante 2003 y 2004, Terra pudo ampliar su negocio en España, Brasil y Chile, lanzando una serie de alianzas, como Walt Disney, y equipos de fútbol españoles como el Real Madrid y el Barcelona. También comenzó a crear comunidades virtuales en torno a diversos servicios, anticipándose al boom del Web 2.0. En 2003 lanzó Terra Games, el primer servicio de juegos en línea multijugador con funcionalidades avanzadas, adelantándose en 2 años a Xbox Live que lanzó un servicio similar en 2005. En Música, Terra lanzó SONORA, el primer servicio de descargas de pago de música a finales de 2003, también 2 años antes de que Apple lanzara iTunes.
En febrero de 2005, Telefónica anuncia el plan de tomar el control completo de Terra, que fue aprobado por la junta de accionistas, y desapareció de la bolsa de valores el 15 de julio de 2005. De ahí hasta 2017, Terra se volvió una marca del Grupo Telefónica destinada a contenidos y servicios basados en Internet.
Terra Networks llegó a ser la compañía de mayor rentabilidad para el grupo Telefónica (Terra Networks Perú SAC margen operacional 2012 a 2018 promedio +88,9% ) siempre anticipando e innovando con sus servicios. Fue un referente tecnológico durante los años 2008 a 2018; esto permitió a Terra y sus oficinas comerciales de Latinoamérica generar millones de dólares en utilidades para el grupo Telefónica gracias a los servicios de valor agregado/contenido  que se vendían, no solo para Movistar (empresas del grupo),  si no también para America Movil (Competencia comercial) y sus oficinas en Latinoamérica Claro - Porta. Terra, su equipo tecnológico y comerciales le habían dado al grupo Telefónica una compañía tan flexible que le permitía obtener beneficios millonarios de la competencia.

### Cierre y desaparición
El portal cayó en desgracia frente al surgimiento de las redes sociales, sumado a líderes de la compañía que enfocaban sus esfuerzos económicos y tecnológicos en un portal en agonía desaprovechando por completo el acceso directo que habían conseguido al salón de la fama siendo los líderes en cobrabilidad, tecnología y conexión de todo Latinoamérica y Europa de una industria en pleno desarrollo y crecimiento: la telefonía Movil, los contenidos y la redes sociales. Todo de forma contemporánea a la compra por parte de Telefónica. La falta de acción en un nuevo mercado donde eran líderes, un nuevo negocio que mantenía a flote a las compañías y que fue olvidado, mantener el enfoque en un portal sin rentabilidad llevó a que el proyecto fuera insostenible con el tiempo. En enero del 2017 comenzó con una serie de despidos dentro de varios departamentos, principalmente de tecnología y su área comercial. Tras la renuncia de su último CEO Javier Castro, el 29 de junio de 2017, durante las primeras horas, el portal lanzaba un comunicado en el que daba aviso que los servicios de portales, correo-e terra.com y chat dejarían de funcionar para el 30 de junio de 2017 a las 23:59, llamando a los usuarios a respaldar su información de valor. Con esto, el portal Terra de Hispanoamérica desaparece en casi todos los países donde tenía presencia (España, Argentina, Colombia, Chile, Perú y México) tras 18 años de actividad. De la situación de la página en Brasil se ha sostenido que el portal seguirá funcionando y brindando servicios, sin saber qué destino le depara por el momento.
Posteriormente, Telefónica reorganizó la empresa con los empleados que quedaron, convirtiéndose así en Telefónica Hispan. La operación brasileña de la compañía, a su vez, fue adquirida por Telefónica Data, una subsidiaria integral de Telefónica Brasil, por la cifra de 250 millones de reales (75,5 millones de dólares).

### Reinicio de operaciones
El portal relanzó operaciones el mes de junio de 2020 con la vuelta de los portales de Chile y México con equipos de prensa en ambos países. Posteriormente se añadió el portal de Colombia.

## Reseña histórica
El Modelo Global de Terra nació como "Modelo Global de Comunicaciones Teleline" y fue creado por españoles, aunque hay que reconocer que se sabe que no se implementaron todas las opciones que contemplaba en aquel entonces dicho modelo, y no se sabe si lo implementaron sus creadores. Dicho modelo nació en los años 1990 antes de la compra de Terra-Brasil. Incluía servicio de correo, páginas web, videoconferencia, servidores de información en tiempo real y seguridad en comunicaciones de nivel 9, entre otros.